# Карельский переулок (Санкт-Петербург)
Каре́льский переулок — переулок в Приморском районе Санкт-Петербурга. Проходит между улицей Савушкина и улицей Матроса Железняка.

## История
В 1896 году после включения Старой и Новой деревни в городскую черту переулок, проходивший от современной улицы Савушкина до набережной Чёрной речки получил название Носков переулок; название Карельский переулок носит с 17 ноября 1962 года. Существующие дома в переулке построены в середине 1950-х годов. На участке от улицы Савушкина до Школьной улицы в связи с малой шириной переулка установлено одностороннее автомобильное движение (в сторону Школьной улицы).
В 2011—2012 годах, в связи со строительством Коломяжского путепровода в створе переулка был построен одноимённый мост через Чёрную речку, а сам переулок продлён до продолжения улицы Матроса Железняка.

## Пересечения
- Сестрорецкая улица
- Школьная улица
- набережная Чёрной речки
- улица Матроса Железняка

## Транспорт
Ближайшая станция метро — «Чёрная речка»